# 独立希腊人
独立希腊人（羅馬化：Anexartitoi Ellines）是希腊的一个已不存在的右翼政党，分裂自新民主党。该党反对紧缩政策。

## 历史
2012年2月24日，希臘议会议员帕诺斯·卡门诺斯退出新民主党创建独立希腊人。2012年5月希腊议会选举中，该党获得33个席位。2012年6月希腊大选中赢得20席。2015年1月希臘議會選舉中赢得13席，並獲得4.75%（約293,000票）的得票率，並於稍後與在本次選舉中取得149席的左翼政黨激進左翼聯盟共組聯合政府。2020年，该党解散。

## 主张
独立希腊人宣称与新民主党无任何联系。该党反对希腊与歐盟、國際貨幣基金組織之间的贷款协议。